# Kankan
Киандриан Кинзел Джонс (англ. Keandrian Qynzel Jones, род. 22 сентябрь 2000 года, Даллас, Техас), более известный под сценическим псевдонимом Kankan (стилизованное написание — KANKAN), — американский рэпер, продюсер и автор песен.

## Биография
Джонс родился 22 сентября 2000 года в Далласе, штат Техас. С детства он вдохновлялся музыкой таких исполнителей, как Speaker Knockerz. Изначально Джонс не планировал становиться рэпером. В одном из интервью он признался, что начал читать рэп «в шутку». Однако, осознав, насколько увлекательным может быть процесс создания музыки, Kankan решил полностью посвятить себя музыкальной карьере.
В 2021 году рэпер Kankan оказался в центре общественного скандала, связанного с обвинениями в насилии над своей девушкой. Девушка опубликовала в своем Instagram видеоматериалы и фотографии, на которых, как утверждается, видны следы побоев и избиений. Хотя информация до сих пор остается неподтвержденной и носит характер слухов, представленные видеозаписи могут свидетельствовать о причастности рэпера к актам насилия в отношении женщин.
У рэпера есть ребенок, однако подробности его семейной жизни рэпер предпочитает не разглашать, сохраняя эту часть своей жизни в приватности.

## Карьера
В 2017 году Kankan выступил продюсером для Smokepurpp.
В 2019 году он сотрудничал с артистом Fifty Grand.
5 октября 2021 года Kankan выпустил свой дебютный альбом Rr.
30 сентября 2022 года вышел его второй студийный альбом Way2Geeked.

## Дискография

### Студийные альбомы
| Название   | Описание                                                                                       | Позиция в чарте |
| Название   | Описание                                                                                       | US Heat         |
| ---------- | ---------------------------------------------------------------------------------------------- | --------------- |
| Rr         | - Издано: 5 октября 2021 года - Звукозаписывающий лейбл: EMPIRE - Формат: цифровой, стриминг   | —               |
| Way2Geeked | - Издано: 30 сентября 2022 года - Звукозаписывающий лейбл: EMPIRE - Формат: цифровой, стриминг | 16              |

### EP
| Название                          | Описание                        |
| --------------------------------- | ------------------------------- |
| ##Radiant## (совместно с SSGKobe) | - Издано: 25 декабря 2018 года  |
| #In#My#Glo                        | - Издано: 1 февраля 2019 года   |
| Radiant 2 (совместно с SSGKobe)   | - Издано: 26 июня 2019 года     |
| Packrunner EP                     | - Издано: 14 августа 2019 года  |
| Live Slay Die Slay                | - Издано: 14 сентября 2019 года |
| BenjiKan                          | - Издано: 18 сентября 2019 года |
| #B4K2                             | - Издано: 5 марта 2020 года     |
| Oxy                               | - Издано: 10 апреля 2020 года   |
| Kan Gianni                        | - Издано: 18 апреля 2020 года   |
| Interstellar EP                   | - Издано: 29 мая 2020 года      |
| #B4K3                             | - Издано: 4 июля 2020 года      |
| KanGianni2                        | - Издано: 13 августа 2020 года  |
| InMyGlo2                          | - Издано: 19 августа 2020 года  |
| Fast Cars N Codeine               | - Издано: 23 сентября 2020 года |
| #B4K4                             | - Издано: 19 ноября 2020 года   |
| Codeine Graveyard                 | - Издано: 1 декабря 2020 года   |
| Live Fast Die Slay 2              | - Издано: 25 декабря 2020 года  |
| Oxy & Codeine                     | - Издано: 22 марта 2021 года    |
| ##B4RR                            | - Издано: 11 июня 2021 года     |
| ##B4W2G                           | - Издано: 24 июня 2022 года     |

### Микстейпы
| Название       | Описание                                                                                |
| -------------- | --------------------------------------------------------------------------------------- |
| Kankan         | - Издано: 7 ноября 2019 года - Звукозаписывающий лейбл: - - Формат: цифровой, стриминг  |
| B4 AMGs & SRTs | - Издано: 3 декабря 2020 года - Звукозаписывающий лейбл: - - Формат: цифровой, стриминг |